# Karbidopa
Karbidopa (Lodosin) je lek koji se daje osobama obolelim od Parkinsonove bolesti da bi se inhibirao periferni metabolizam levodope. Ovo svojsto je značajno jer omogućava većoj količini periferne levodope da prođe kroz krvno-moždanu barijeru.

## Farmakologija
Karbidopa inhibira aromatičnu-L-aminokiselinsku dekarboksilazu (DOPA dekarboksilaza ili DDC), enzime koji je važan u biosintezi serotonina iz L-triptofana i dopamina iz L-DOPA. DDC je prisutan sa obe strane krvno-moždane barijere.